# Kadhib Abyad
Kadhib Abyad (en árabe romanizado; La madre de todas las mentiras en España y The Mother of All Lies en Hispanoamérica) es una película documental marroquí de 2023 dirigida, escrita, producida y editada por Asmae El Moudir. La película explora la búsqueda de la verdad por parte de la directora en su entorno familiar, combinando la historia personal y nacional.
La película tuvo su estreno mundial en el Festival Internacional de Cine de Cannes de 2023, donde El Moudir ganó el premio al mejor director de la sección Un certain regard.
Fue seleccionada como la candidata marroquí a la mejor película internacional en los Premios Óscar 2024.

## Trama
La directora Asmae El Moudir no tiene claro que su familia carezca de fotos personales y se entera de que su abuela Zahra prohibió terminantemente la creación de cualquier imagen o fotografía. El Moudir y su padre, Mohamed, abren un taller donde fabrican un conjunto de figuritas de arcilla en miniatura que recrean la calle de su infancia en el barrio de Sebata, en Casablanca. Amigos, vecinos y, lo que es más difícil, Zahra acuden al taller para interactuar con las miniaturas y reflexionar sobre su pasado. A medida que investiga la historia de su familia, desentraña su conexión con la historia colectiva del barrio, en particular con los disturbios del pan de Casablanca de 1981, que provocaron la masacre de muchos residentes.
El Moudir narrates the film from her perspectives as a child and as an adult, melding fiction and reality to show how unreliable memories can complicate a person's identity. El Moudir says, "I am not trying to document the true story of my family but to make a film about the multiplicity of points of view and the plurality of interpretations that exist within one household, not only for the sake of family history but for that of national history as well."

## Reparto
- Zahra Jeddaoui
- Mohamed El Moudir
- Abdallah EZ Zouid
- dijo masrour
- Ouardia Zorkani
- Asmae El Moudir

## Producción
Asmae El Moudir tardó ocho años en terminar la película. Sin ningún archivo de material visual de su historia familiar, empezó a crear el suyo propio. Empezó a rodar con su pequeña cámara en 2018, luego fue en busca de financiación para una producción mayor y para asegurarse el director de fotografía. Entre 2019 y 2020, trabajó en el plató. El Moudir y su padre pasaron ocho meses creando los modelos en miniatura. El rodaje duró tres meses y tuvo lugar en lo que ella llamó el "atelier" o "laboratorio". Tras pasar de 2018 a 2021 rodando la película en el laboratorio, El Moudir acabó con 500 horas de metraje. El laboratorio estaba situado a tres horas de Casablanca. El Moudir creía que sus entrevistados serían menos comunicativos en Casablanca, ya que sentían que no podían hablar libremente en sus casas. Les dijo que la distancia física crearía un espacio en el que podrían concentrarse.
El Moudir pasó tres años intentando convencer a su abuela de que participara en la película. El punto de inflexión llegó cuando trajo a una actriz e informó a su abuela de que la actriz contaría su historia en su lugar. Su abuela se opuso y aceptó que ella podía hacerlo mejor.
El título en árabe de la película se traduce como "Mentiras blancas". El Moudir utiliza la expresión de que una mentira piadosa se convierte en la "madre de todas las mentiras" para subrayar cómo su familia, contando pequeñas mentiras en el hogar, "creció, rompió los muros de nuestras casas y escapó al vecindario y luego a todo el país". El título también se interpreta con que "la madre" es la abuela de El Moudir.

## Recepción

### Respuesta de la crítica
En Rotten Tomatoes, la película tiene un índice de aprobación del 100% según 7 reseñas, con una calificación promedio de 7/10.